# فرودگاه صحرایی پوداس‌یروی
فرودگاه صحرایی پوداس‌یَروی (به انگلیسی: Pudasjärvi Airfield) (به زبان بومی: Pudasjärven lentokenttä) یک فرودگاه است که یک باند فرود آسفالت دارد و طول باند آن ۱۹۹۰ متر است. این فرودگاه در کشور فنلاند قرار دارد و در ارتفاع ۱۲۱ متری از سطح دریا واقع شده است.